# Cophixalus monosyllabus
Espèce
Cophixalus monosyllabus est une espèce d'amphibiens de la famille des Microhylidae.

## Répartition
Cette espèce est endémique des monts Fakfak en Papouasie occidentale en Indonésie. Elle se rencontre de 400 à 700 m d'altitude.

## Description
Cophixalus monosyllabus mesure entre 20,5 et 24,5 mm pour les mâles.

## Étymologie
Son nom d'espèce, du grec monosyllabos, « monosyllabique », lui a été donné en référence à son appel basé sur une note uniforme de fréquence dominante à 2,8 kHz.

## Publication originale
- Günther, 2010 : Another new Cophixalus species (Amphibia: Anura: Microhylidae) from western New Guinea. Bonn Zoological Bulletin, vol. 57, no 2, p. 231-240 (texte intégral).